# Кармазін Олександр Іванович
Олекса́ндр Іва́нович Карма́зін (1890 , Сасів, Королівство Галичини та Володимирії, Австро-Угорщина  — невідомо ) — український державний діяч. Депутат Верховної Ради УРСР 1-го скликання (з 1940).

## Біографія
Народився 1890 року в багатодітній бідній родині сільського гончара в селі Сасів, тепер Золочівського району, Львівська область, Україна. Мати померла під час пологів. Закінчив шість класів народної школи та два класи гімназії. Трудову діяльність розпочав допоміжним робітником паперової фабрики, пізніше працював прислугою на пошті.
З 1911 року — в австро-угорській армії. Учасник першої світової війни. Наприкінці 1914 року потрапив у російський полон під час оборони Перемишльської фортеці. Перебував у таборах військовополонених у Києві, Самарі, Оренбурзі. До 1917 рок — в таборі військовополонених у Туркестані. У 1917 році працював на цукрових заводах у Росії.
У 1918 році повернувся в Галичину. Був мобілізований до польського війська, але втік і переховувався у сестри. За часів Польської Республіки працював спершу на тартаку, сторожем ткацької майстерні, а упродовж 1922—1939 років був робітником в цеху та розвізником пива Львівського пивоварного заводу «Бровар».
З вересня 1939 року, після окупації Західної України радянськими військами — голова заводської робітничої ради Львівського пивоварного заводу, член Тимчасового управління міста Львова, де завідував відділом транспорту і промисловості. У жовтні 1939 року обирався депутатом Народних Зборів Західної України.
У 1940—1941 роках працював заступником голови Львівської міської ради депутатів трудящих.
1940 року був обраний депутатом Верховної Ради УРСР 1-го скликання по Шевченківському виборчому округу № 343 міста Львова.
Подальша доля не відома. В обліковій картці депутата Верховної Ради УРСР, складеній навесні 1945 року, зазначено: «Можливо залишився у місті», у списку депутатів — «Вибув за різних підстав».